# Papilio weymeri
Papilio weymeri – gatunek motyla z rodziny paziowatych (Papilionidae) występujący endemicznie w Papui-Nowej Gwinei.